# Apodacra xanthopoda
Apodacra xanthopoda är en tvåvingeart som beskrevs av Boris Borisovitsch Rohdendorf 1925. Apodacra xanthopoda ingår i släktet Apodacra och familjen köttflugor.
Artens utbredningsområde är Iran. Inga underarter finns listade i Catalogue of Life.